# Ingenmansland (film)
Ingenmansland (bosniska: Ničija zemlja, engelska: No Man's Land) är en bosnisk film från 2001 regisserad av Danis Tanović. Filmen har bland annat vunnit en Oscar och en Golden Globe Award för bästa utländska film och pris för bästa manus vid Filmfestivalen i Cannes.

## Handling
Filmen utspelar sig under Bosnienkriget där en bosniak och en bosnienserb har fastnat i en skyttegrav och befinner sig i ingenmansland mellan den bosniska och den serbiska linjen. Endera sida vägrar eldupphör och snart får hela världen nys om uppgiften när FN blir inkopplat. I skyttegraven utspelar sig ett tragikomikskt drama mellan de båda fiendesoldaterna som snabbt inser och börjar minnas allt de hade gemensamt innan kriget.